# Geum laciniatum
Espèce
Classification phylogénétique
Geum laciniatum, la benoîte laciniée ou benoite laciniée, est une espèce de plantes herbacées vivace originaire de l'est d'Amérique du Nord, de la famille des Rosacées.